# 암탉 토리르의 사가
《암탉 토리르의 사가》(고대 노르드어: Hænsa-Þóris saga 헨사토리스 사가)는 아이슬란드 사가 작품 중 하나이다.
주인공 헨사토리르(Hænsa Þóris)는 장사로 부유해져 땅을 사게 된 사람으로 주위에 인망이 없었다. 이야기 내내 토리르는 보다 제대로 된 배경을 가지고 있는 이웃사람들과 부정적으로 비교된다. 이웃들이 겨울나기에 필요한 짚단을 팔라고 요구하자 토리르는 이를 거부한다. 그러거나 말거나 이웃을이 멋대로 짚단을 가져가 버리자 토리르는 이웃들의 집에 불을 질러 그들을 산채로 태워 죽인다. 이에 대한 복수가 뒤따라 토리르도 살해당해 목이 잘리는 것으로 이야기가 끝난다.
《암탉 토리르의 사가》는 중세 아이슬란드 문화의 여러 면을 보여준다. 예컨대 나그네를 환대해야 하고 이웃들에게 관대해야 하며 사법적 판단을 위해서는 추장의 지지를 얻어야 하는 것 등이 그러하다. 또다른 학설로는 당시 노르웨이 국왕 마그누스 6세가 법률을 개정한 것과 이 작품이 유관하다고 한다. 새로운 법에 따르면 농부는 이웃들이 절박한 필요로 한다면 그들에게 건초를 팔아야만 하는 의무가 있었다. 건초 판매를 거부하면 벌금을 물었고, 무력으로 저항한다면 이웃들이 그를 공격해도 범죄로 취급되지 않았다. 이는 아이슬란드 전통 법제사에 유례가 없던 새로운 법으로서, 별로 인기가 없었던 것으로 보인다. 이 학설에 따르면 《암탉 토리르의 사가》는 새 법률을 홍보하기 위한 선전물로서 쓰여진 것이다.